# Vohemar
Vohemar (lub Iharan̈a) - nadmorskie miasto i dystrykt w północnej części Madagaskaru. Jest tu lotnisko, przystań i szkoła wyższa.

## Historia
Miasto w IX lub X wieku założyli muzułmanie i była to pierwsza część Madagaskaru zamieszkana przez Arabów. W 1598 Vohemar zostało całkowicie zniszczone przez Portugalczyków.

### Wykopaliska archeologiczne
W okolicy znaleziono muzułmańskie groby, egipskie monety z roku 1137, a także XV wieczną porcelanę z Chin.

## Gospodarka
Mieszkańcy żyją z rolnictwa, hodowli i rybołówstwa. Uprawia się głównie maniok, orzeszki ziemne, kukurydzę i ryż.